# HD178875
HD178875 — подвійна зоря. 
Ця подвійна система має видиму зоряну величину в смузі V приблизно 7,8.
Вона розташована на відстані близько 726,4 світлових років від Сонця.

## Подвійна зоря
Головна зоря цієї системи належить до хімічно пекулярних зір й має спектральний клас A8.
Інша компонента має  спектральний клас F3.